# Mirijan II. od Iberije
Mirijan II. (gruz. მირიანი) ili Mirvan II. (მირვანი); (90. – 20. pr. Kr.), bio je kralj Iberije od 30. do 20. godine pr. Kr. Na prijestolju je naslijedio Farnavaza II. Pripadao je dinastiji Farnavazida. 
Poznat je isključivo iz srednjevjekovnih gruzijskih kronika, prema kojima je on bio sin Farnadžoma, kojeg je ubio njegov zet Aršak I., koji je uzurpirao krunu Iberije. Mirijan je odveden na partski dvor i tamo je bio odgajan. Vratio se s partskom vojskom i ubio Aršakovog unuka Bartoma, tada na vlasti.
Po njegovoj smrti naslijedio ga je njegov sin Aršak II.